# Saison 2002-2003 de la Jeunesse sportive de Kabylie
Pour un article plus général, voir Jeunesse sportive de Kabylie.
Maillots
Chronologie
Saison précédente Saison suivante
Cet article traite de la saison 2002-2003 de la Jeunesse sportive de Kabylie. Les matchs se déroulent essentiellement en Championnat d'Algérie de football 2002-2003, mais aussi en Coupe d'Algérie de football 2002-2003 et en Coupe de la CAF 2002 et Coupe de la CAF 2003.

## Résumé de la saison 2002-2003
La JSK réalise la passe de trois en remportant la Coupe de la CAF pour la troisième fois consécutive.
Elle se qualifie également pour les 1/4 de finale de l'édition suivante qui se dérouleront la saison prochaine car la compétition se joue sur l'année civile.
En championnat, la JS Kabylie échoue au pied du podium. En ce qui concerne la Coupe d'Algérie, la JSK échoue lors des quarts de finale, face au CR Belouizdad.

## Mercato estival 2003
Arrivées
- Rabie Dilmi
- Yacine Amaouche
- Noureddine Daham
- Fodil Dob
- Hocine Hammoudi

Départs
- Yacine Bezzaz
- Hamid Bahloul
- Amar Lahcen Nazef

## Effectif (2002-2003)
| No | Nom                    | Poste     | Date de naissance | Nationalité |
| -- | ---------------------- | --------- | ----------------- | ----------- |
| ?  | Said Kaidi             | Gardien   | 20 janvier 1977   | Algérie     |
| 1  | Lounes Gaouaoui        | Gardien   | 28 septembre 1977 | Algérie     |
| 17 | Samir Djouder          | Défenseur | 28 mars 1981      | Algérie     |
| 4  | Noureddine Drioueche   | Défenseur | 27 octobre 1973   | Algérie     |
| 3  | Abdelazziz Benhamlat   | Défenseur | 22 mars 1974      | Algérie     |
| 20 | Rahim Meftah           | Défenseur | 15 août 1980      | Algérie     |
| 2  | Slimane Raho           | Défenseur | 20 octobre 1975   | Algérie     |
| 5  | Brahim Zafour          | Défenseur | 30 novembre 1977  | Algérie     |
| 16 | Nassim Hamlaoui        | Milieu    | 25 février 1981   | Algérie     |
| ?  | Mohand Larbi           | Milieu    | 9 avril 1983      | Algérie     |
| 6  | Farouk Belkaid         | Milieu    | 14 novembre 1977  | Algérie     |
| ?  | Karim Doudene          | Milieu    | 25 octobre 1972   | Algérie     |
| 8  | Moussa Saib            | Milieu    | 6 mars 1969       | Algérie     |
| ?  | Mohamed Maghraoui      | Milieu    | 30 octobre 1976   | Algérie     |
| ?  | Nacer Mohamed Medjoudj | Milieu    | 8 juillet 1977    | Algérie     |
| ?  | Hakim Boubrit          | Attaquant | 9 août 1975       | Algérie     |
| ?  | Takfarinas Douicher    | Attaquant | 29 avril 1983     | Algérie     |
| 8  | Lounes Bendahmane      | Attaquant | 3 avril 1977      | Algérie     |
| 9  | Hamid Berguiga         | Attaquant | 26 septembre 1974 | Algérie     |
| ?  | Noureddine Daham       | Attaquant | 15 novembre 1977  | Algérie     |
| ?  | Yacine Amaouche        | Attaquant | 26 juin 1979      | Algérie     |
| ?  | Mounir Dob             | Attaquant | 1er février 1974  | Algérie     |

## Championnat d'Algérie 2002-2003

### Classement
| Pl. | Club                  | Points | Joués | V  | E  | D  | bp | bc | +/- |
| --- | --------------------- | ------ | ----- | -- | -- | -- | -- | -- | --- |
| 1er | USM Alger             | 58     | 30    | 17 | 7  | 6  | 52 | 17 | +35 |
| 2e  | USM Blida             | 51     | 30    | 14 | 9  | 7  | 32 | 22 | +10 |
| 3e  | NA Hussein Dey        | 51     | 30    | 13 | 12 | 5  | 32 | 24 | +8  |
| 4e  | JS Kabylie            | 49     | 30    | 13 | 10 | 7  | 38 | 24 | +14 |
| 5e  | CR Belouizdad         | 45     | 30    | 12 | 9  | 9  | 28 | 20 | +8  |
| 6e  | MC Oran               | 43     | 30    | 11 | 10 | 9  | 41 | 40 | +1  |
| 7e  | ES Sétif              | 39     | 30    | 10 | 9  | 11 | 32 | 36 | -4  |
| 8e  | USM Annaba            | 39     | 30    | 9  | 12 | 9  | 31 | 33 | -2  |
| 9e  | RC Kouba              | 38     | 30    | 8  | 14 | 8  | 33 | 32 | +1  |
| 10e | JSM Béjaïa            | 38     | 30    | 10 | 8  | 12 | 18 | 23 | -5  |
| 11e | WA Tlemcen            | 36     | 30    | 9  | 9  | 12 | 29 | 28 | +1  |
| 12e | CA Batna              | 36     | 30    | 9  | 9  | 12 | 17 | 23 | -6  |
| 13e | ASO Chlef             | 34     | 30    | 7  | 13 | 10 | 25 | 30 | -5  |
| 14e | CA Bordj Bou Arreridj | 34     | 30    | 9  | 7  | 14 | 24 | 40 | -15 |
| 15e | ASM Oran              | 27     | 30    | 7  | 6  | 17 | 18 | 41 | -23 |
| 16e | MO Constantine        | 26     | 30    | 6  | 8  | 16 | 29 | 46 | -17 |

|  | Ligue des Champions Africaine 2007-2008, premier tour (#1 et #2)                                                       |
|  | Coupe de la CAF 2007-2008, (#3)                                                                                        |
|  | Ligue des Champions Arabe 2007-2008, (#4 et #5)                                                                        |
|  | Coupe de la CAF 2007-2008, (Coupe d'Algérie*)                                                                          |
|  | Relégation en Division 2                                                                                               |
|  | (T) : Tenants du titre 2006 (V): Vice-champions 2006 (P) : Promus 2006 (CdA) : Vainqueur de la Coupe d'Algérie 2006-07 |

### Matchs
| National I Journée 1 | WA Tlemcen | 1-2 | JS Kabylie | Stade du 1er novembre (Tizi Ouzou) |
|                      |            |     |            | Arbitrage : ?                      |

| National I Journée 2 | JS Kabylie | 2-2 | USM Annaba |               |
|                      |            |     |            | Arbitrage : ? |

| National I Journée 3 | MO Constantine | 1-1 | JS Kabylie | Stade du 1er novembre (Tizi Ouzou) |
|                      |                |     |            | Arbitrage : ?                      |

| National I Journée 4 | JS Kabylie | 6-1 | ASM Oran |               |
|                      |            |     |          | Arbitrage : ? |

| National I Journée 5 | NA Hussein Dey | 2-2 | JS Kabylie | Stade du 1er novembre (Tizi Ouzou) |
|                      |                |     |            | Arbitrage : ?                      |

| National I Journée 6 | JS Kabylie | 1-0 | ES Sétif |               |
|                      |            |     |          | Arbitrage : ? |

| National I Journée 7 | USM Blida | 2-0 | JS Kabylie | Stade du 1er novembre (Tizi Ouzou) |
|                      |           |     |            | Arbitrage : ?                      |

| National I Journée 8 | JS Kabylie | 0-1 | JSM Bejaïa |               |
|                      |            |     |            | Arbitrage : ? |

| National I Journée 9 | CR Belouizdad | 1-0 | JS Kabylie | Stade du 1er novembre (Tizi Ouzou) |
|                      |               |     |            | Arbitrage : ?                      |

| National I Journée 10 | CA Bordj Bou Arreridj | 0-1 | JS Kabylie | Stade du 1er novembre (Tizi Ouzou) |
|                       |                       |     |            | Arbitrage : ?                      |

| National I Journée 11 | JS Kabylie | 1-0 | USM Alger |               |
|                       |            |     |           | Arbitrage : ? |

| National I Journée 12 | RC Kouba | 2-1 | JS Kabylie | Stade du 1er novembre (Tizi Ouzou) |
|                       |          |     |            | Arbitrage : ?                      |

| National I Journée 13 | JS Kabylie | 0-1 | MC Oran |               |
|                       |            |     |         | Arbitrage : ? |

| National I Journée 14 | CA Batna | 0-0 | JS Kabylie | Stade du 1er novembre (Tizi Ouzou) |
|                       |          |     |            | Arbitrage : ?                      |

| National I Journée 15 | JS Kabylie | 2-0 | ASO Chlef |               |
|                       |            |     |           | Arbitrage : ? |

| National I Journée 16 | JS Kabylie | 2-1 | WA Tlemcen |               |
|                       |            |     |            | Arbitrage : ? |

| National I Journée 17 | USM Annaba | 0-0 | JS Kabylie | Stade du 1er novembre (Tizi Ouzou) |
|                       |            |     |            | Arbitrage : ?                      |

| National I Journée 18 | JS Kabylie | 2-1 | MO Constantine |               |
|                       |            |     |                | Arbitrage : ? |

| National I Journée 19 | ASM Oran | 1-1 | JS Kabylie | Stade du 1er novembre (Tizi Ouzou) |
|                       |          |     |            | Arbitrage : ?                      |

| National I Journée 20 | JS Kabylie | 1-1 | NA Hussein Dey |               |
|                       |            |     |                | Arbitrage : ? |

| National I Journée 21 | ES Sétif | 1-1 | JS Kabylie | Stade du 1er novembre (Tizi Ouzou) |
|                       |          |     |            | Arbitrage : ?                      |

| National I Journée 22 | JS Kabylie | 4-0 | USM Blida |               |
|                       |            |     |           | Arbitrage : ? |

| National I Journée 23 | JSM Bejaïa | 1-2 | JS Kabylie | Stade du 1er novembre (Tizi Ouzou) |
|                       |            |     |            | Arbitrage : ?                      |

| National I Journée 24 | JS Kabylie | 0-1 | CR Belouizdad |               |
|                       |            |     |               | Arbitrage : ? |

| National I Journée 25 | JS Kabylie | 1-1 | CA Bordj Bou Arreridj |               |
|                       |            |     |                       | Arbitrage : ? |

| National I Journée 26 | USM Alger | 1-0 | JS Kabylie | Stade du 1er novembre (Tizi Ouzou) |
|                       |           |     |            | Arbitrage : ?                      |

| National I Journée 27 | JS Kabylie | 2-1 | RC Kouba |               |
|                       |            |     |          | Arbitrage : ? |

| National I Journée 28 | MC Oran | 0-1 | JS Kabylie | Stade du 1er novembre (Tizi Ouzou) |
|                       |         |     |            | Arbitrage : ?                      |

| National I Journée 29 | JS Kabylie | 2-0 | CA Batna |               |
|                       |            |     |          | Arbitrage : ? |

| National I Journée 30 | ASO Chlef | 0-0 | JS Kabylie | Stade du 1er novembre (Tizi Ouzou) |
|                       |           |     |            | Arbitrage : ?                      |

## Coupe de la CAF 2002
Cette fois-ci par un score fracassant de 4-0 à domicile, et non grâce à la règle des buts marqués à l'extérieur, la JS Kabylie parvient à se débarrasser cette fois-ci d'un concurrent camerounais en finale, ce sera le club camerounais du Tonnerre Yaoundé, et parviendra donc à se procurer son troisième titre d'affilée en trois participations à la C3 continentale. Avec ce troisième trophée de la Coupe de la CAF, la JSK signe aussi sont 7e succès africain. 
À noter que la JSK est le premier club au monde a remporté la C3 continentale trois fois d'affilée.
Cependant des incidents sont à déplorer lors du match retour qui a vu la JSK perdre par un but à zéro, en effet le juge de touche a été gravement touché par un jet de projectiles des supporters camerounais, ce qui a arrêté la rencontre durant plus de vingt minutes, avant qu'elle ne reprenne.
| Match   | Tour            | Club       | Aller | Total | Retour | Club             | Match   | Buteurs de la JSK                            |
| ------- | --------------- | ---------- | ----- | ----- | ------ | ---------------- | ------- | -------------------------------------------- |
| 91 (21) | Quart de finale | JS Kabylie | 2-1   | 2-1   | 0-0    | Djoliba AC       | 92 (22) | Meghraoui , Dob Fodil                        |
| 93 (23) | Demi-finale     | Al Masry   | 1-0   | 1-2   | 0-2    | JS Kabylie       | 94 (24) | Bendahmane 17e, Belkaid 90+2e (pen.)         |
| 95 (25) | Finale          | JS Kabylie | 4-0   | 4-1   | 0-1    | Tonnerre Yaoundé | 96 (26) | Amaouche 1re, Berguiga 45e 84e, Driouche 61e |

## Coupe de la CAF 2003
Bien qu'ayant terminé le Championnat d'Algérie à la quatrième place en 2002-2003; la JSK, est automatiquement qualifiée en Coupe de la CAF pour l'édition 2003.
En effet, forte de son titre l'an passé, elle se voit accorder l'honneur d'y participer pour la quatrième fois de son histoire, en qualité de « tenante du titre ». Il s'agit également de sa seizième participation toute compétitions africaines confondues ; et entame la compétition directement en huitième de finale, face au club sénégalais, le SONACOS.
Elle bat les Sénegalais grâce au but à l'extérieur et se qualifie pour les 1/4 de finale qui se dérouleront la saison prochaine car la compétition se joue sur l'année civile.
| Match   | Tour               | Club    | Aller | Total | Retour | Club       | Match   | Buteurs   |
| ------- | ------------------ | ------- | ----- | ----- | ------ | ---------- | ------- | --------- |
| 97 (27) | Huitième de finale | SONACOS | 1-1   | 1-1   | 0-0    | JS Kabylie | 98 (28) | Berguigua |

## Buteurs
| Joueurs              | Championnat | Coupe d'Algérie | Coupe de la CAF | Total |
| -------------------- | ----------- | --------------- | --------------- | ----- |
| Farouk Belkaid       | 8           | 0               | 1               | 9     |
| Hocine Gasmi         | 6           | 0               | 1               | 7     |
| Farid Ghazi          | 6           | 1               | 0               | 7     |
| Yacine Amaouche      | 5           | 0               | 1               | 6     |
| Hamid Berguiga       | 2           | 1               | 3               | 6     |
| Mounir Dob           | 4           | 1               | 0               | 5     |
| Mohamed Maghraoui    | 3           | 0               | 1               | 4     |
| Lounès Bendehmane    | 3           | 0               | 1               | 4     |
| Moussa Saïb          | 3           | 1               | 0               | 4     |
| Fodil Dob            | 2           | 1               | 1               | 4     |
| Mohand Larbi         | 1           | 1               | 0               | 2     |
| Slimane Raho         | 1           | 0               | 0               | 1     |
| Noureddine Drioueche | 0           | 0               | 1               | 1     |
| Mohamed Medjoudj     | 0           | 1               | 0               | 1     |
| Nouredinne Daham     | 0           | 1               | 0               | 1     |
| Total                | 44          | 8               | 10              | 62    |